# 京王資料館
京王資料館（けいおうしりょうかん）は、東京都八王子市堀之内にある、京王電鉄が運営する同社の資料展示保存施設である。所在地の住所は八王子市であるが、日野市との市境付近にあり、平山城址公園に隣接して公園の北側に所在する。最寄り駅は京王線平山城址公園駅。

## 概要
1990年4月16日に、京王帝都電鉄（当時）が自社の歴史と鉄道に関する資料・記念物を保存する施設として開設した。京王のバス事業に関する資料も保存されている。
京王電鉄の研修所である京王研修センター内にあり、通常は非公開である。京王研修センターは所在地から「平山研修センター」などと呼ばれることもあるが、正式名称は「京王研修センター」である。敷地内には研修施設や資料館のほか体育館などがあり、京王グループ内のスポーツチームが使用する。
1980年頃に当時の京王帝都電鉄社長が、会社の歴史を後世に残すことを決めて資料を収集する体制を作った。文書資料については目録を作成してパソコンに入力し整理している。しかし大東急時代やそれ以前（京王電気軌道・玉南電気鉄道時代）の古い資料は散逸してしまっているものも多いという。
鉄道車両や鉄道施設などの資料はもとより、京王線の敷設により沿線がどのように変遷を遂げたかという、沿線開発と鉄道のかかわりに関する資料も多数展示されている。京王資料館の開設にあたった担当者は、京王電鉄に勤めるかたわら郷土史や鉄道の研究をしており、資料館を作るなら「沿線資料館」でもあるものにしたいという強い思いがあったという。

## 展示内容

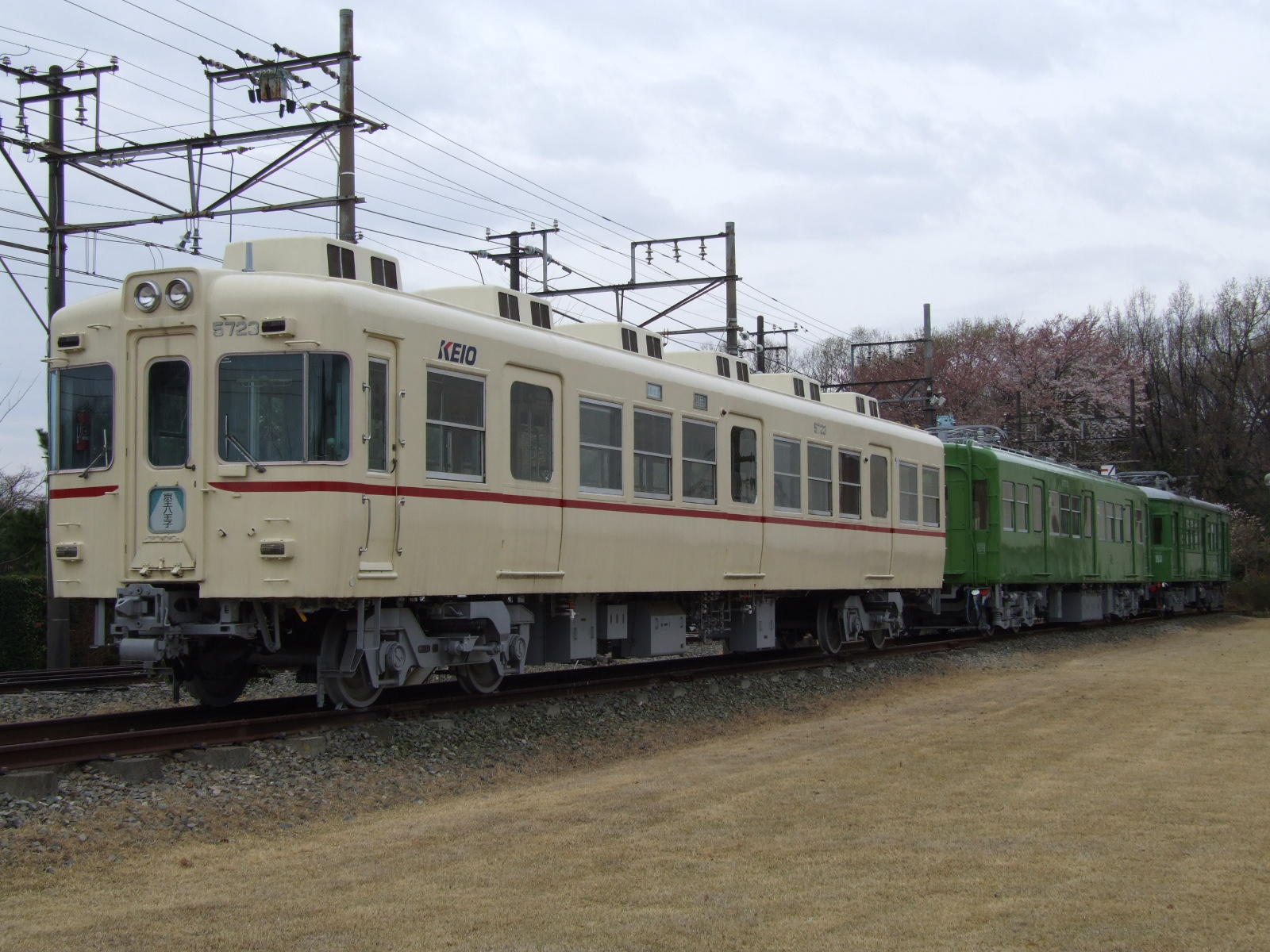
展示されていた保存車両

京王の前身である京王電気軌道、玉南電気鉄道、帝都電鉄から、京王電鉄に至るまでの年表、路線計画、切符、絵葉書、駅舎の写真、定期券や切符に日付を押していたゴム印、日付回転印などが第一展示室に、電車の部品や切断した線路、京王がかつて行った住宅開発に関する資料などが第二展示室に展示されている。
屋外には手動踏切（下高井戸第一踏切で使われていた第2種踏切）、手動ポイントなどが展示されている。2400形2410号車、2010系2015号車、初代5000系5723号車の3両が敷地内（屋外）で保存されていたが、2013年4月に京王れーるランドに移設された。

## 外部への公開
通常は一般非公開であるが、一般に公開されることもある。かつては「平山季重まつり」（日野市観光協会主催）や、平山城址公園が桜の名所であることから花見の季節に合わせた地域の祭りに合わせ、一般公開を行っていた。2012年以降は一般公開はされていない。常時一般公開は検討課題とされているものの、建物や交通アクセスなどの問題があり実現予定はない。
2013年10月10日の京王れーるランドのリニューアルによる展示拡大の際に、保存車両とともに一部の資料が京王れーるランドで展示されるようになった。
また2023年7月に京王観光と京王プラザホテルと主催した「京王線 車両基地＆鉄道施設潜入ツアー」では、京王プラザホテル宿泊プランの特典として京王資料館の見学ができた。

### 株主向け公開
京王電鉄は、株主向けの自社施設公開「株主様向け見学会」の一環として、京王資料館・鉄道教習所の公開を定期的に行っている。過去の公開スケジュールは以下のとおり。
- 2010年8月19日[10]
- 2011年8月23日[10]
- 2012年8月22日[10]
- 2013年8月21日[10]
- 2016年8月23日[10]
- 2018年8月14日[10]

## アクセス
- 京王線平山城址公園駅からバス
  - 京王バス 平01系統 東京薬科大学行き
  - 京王バス 平02系統 京王堀之内駅行き
    - いずれも「平山城址公園入口」下車

  - 日野市ミニバス 平山循環（H路線）
    - 「平山城址公園入口」または「平山台健康・市民支援センター」下車

### 雑誌記事
- 『鉄道ピクトリアル』通巻734号「特集 京王電鉄」（2003年7月・電気車研究会）
  - 「京王電鉄 現有車両プロフィール」 pp. 212-239
- 『多摩ニュータウン研究』第7号（2005年・多摩ニュータウン学会編）
  - 篠原 啓一「『京王資料館ウォッチング』報告」 pp. 2-9
- 『鉄道おもちゃ』2009年12月増刊号「京王だいすき」（2009年12月・ネコ・パブリッシング）
  - 高橋 一嘉「京王研修センターを探検！」 pp. 44-45